# Abdis (bier)
Abdis was een Belgisch abdijbier van hoge gisting. Het bier werd gebrouwen in Brouwerij Liefmans te Oudenaarde. Het bier werd gebrouwen tot het faillissement van de brouwerij in 2007. Nadat Brouwerij Duvel Moortgat de brouwerij overnam in 2008, verdwenen deze abdijbieren uit het gamma ten voordele van het abdijbier Maredsous.

## Varianten
- Abdis Blond heeft een lichtblonde kleur en een alcoholpercentage van 6,50%. Ingrediënten zijn gerstemout, suiker, hop, gist en water.
- Abdis Bruin heeft een roodbruine kleur en een alcoholpercentage van eveneens 6,50%. Ingrediënten zijn gerstemout, suiker, maïs, hop, gist en water.
- Abdis Tripel heeft een goudblonde licht troebele kleur en een alcoholpercentage van 8,20%. Ingrediënten zijn gerstemout, suiker, maïs, hop, gist en water.